# Atena Farghadani
Atena Farghadani  (en persa: آتنا فرقدانی)  (Teherán, 29 de enero de 1987) es una pintora y activista iraní. Fue encarcelada en 2014 por la publicación de varias caricaturas y en 2015 por un vídeo denunciando su tratamiento en prisión. Salió de la cárcel en mayo de 2016.

## Detención y encarcelamiento
Atena Farghadani fue detenida el 23 de agosto de 2014 por dibujar una caricatura que satirizaba a algunos miembros de la Asamblea Consultiva Islámica, a los que dibujó como animales para criticar el control de la natalidad y el endurecimiento que estudiaban un proyecto de ley que pretende penalizar la esterilización voluntaria, como parte de un plan más amplio para restringir el acceso a la planificación familiar. El dibujo que provocó su detención representaba a unos diputados, con cuerpos de animales, procediendo a votar una ley contra los derechos de las mujeres, al restringir el uso de anticonceptivos y criminalizar la esterilización voluntaria.
Farghadani fue condenada a 12 años y nueve meses de prisión por cargos de “reunión y connivencia contra la seguridad nacional”, “difundir propaganda contra el sistema”, “insultar a miembros del Parlamento mediante pinturas”, “insultar al Líder Supremo de Irán” e insultar a sus interrogadores. Los cargos parecen derivarse de su obra artística y de su relación con las familias de las personas que perdieron la vida en la represión que siguió a las controvertidas elecciones presidenciales de 2009.
El abogado de Farghadani, Mohammad Moghimi, declaró en una entrevista para la Campaña Internacional por los Derechos Humanos en Irán que la condena debería reducirse a siete años y medio, según el artículo 134 del nuevo Código Penal Islámico del país. Este artículo estipula que la sentencia se limitará a la pena máxima por el delito con la pena más severa cuando un individuo se enfrenta a múltiples cargos.